# Cultura chancay
La civilización Chancay fue una civilización preincaica que se desarrolló entre los valles de Fortaleza, Pativilca, Supe, Huaura, Chancay, Chillón, Rímac y Lurín, en la costa central del Perú, entre los años 1200 y 1470 d. C. que corresponde al Intermedio Tardío.
Su centro se ubicó a 80 kilómetros al norte de Lima. Se trata de una ubicación territorial básicamente desértica, pero con valles fértiles bañados por ríos y ricos en recursos, que permitieron, entre otros, un alto desarrollo de la agricultura.
El comercio que desarrolló la civilización Chancay con otras regiones fue intenso y permitió contactar con otras culturas y poblados en un área extendida; su influencia comenzó a decaer en el siglo XV para dar paso territorial a sus conquistadores provenientes del Imperio Inca.

## Economía
La economía de esta cultura se basó en la agricultura, la pesca y el comercio.
Para desarrollar la agricultura, sus ingenieros construyeron reservorios de agua y canales de regadío. Situándose geográficamente frente al mar, explotaron la pesca artesanal tanto desde la orilla como alejándose un poco de esta con los caballitos de totora. Igualmente fueron notorios comerciantes con otras regiones ya sea por tierra hacia la sierra y selva peruana y por el mar hacia el norte y el sur de sus límites territoriales.
Los asentamientos de Lauri, Lumbra, Tambo Blanco, Pasamayo, Pisquillo Chico y Tronconal principalmente concentraron a los artesanos que producían a gran escala los ceramios y textiles.
La cultura chancay es la primera de aquellas peruanas que masifica su producción en cerámica, textiles así como en metales como el oro y la plata de los cuales hicieron bienes rituales y domésticos. También se destacaron por sus artículos tallados de madera.
Los curacas regulaban las producciones de los artesanos, ganaderos y agricultores y asimismo las actividades festivas.

## Artesanía textil
Sus textiles con encajes bordados con agujas y los tapices fueron de singular notoriedad; fueron elaborados con algodón, lana, gasa y plumas. Los efectos técnicos para ese entonces se consideran inigualados.
Sobresalió notoriamente el brocado, la tecnología de la gasa decorada y el textil pintado habiendo sido decorados con peces, aves y también con dibujos de forma geométrica. Respecto a las gasas, fueron tejidas en algodón con los que se confeccionaban artículos ligeros de forma cuadrangular de diferentes tamaños teniendo en algunas prendas dibujos de peces, felinos y aves.
Con pincel produjeron lienzos pintados directamente con diseños antropomorfos, zoomorfos, geométricos y otros creativos dibujos de libre imaginación.
Las telas o gasas tuvieron principalmente objetivos mágico religiosos y fueron utilizados para cubrir la cabeza de los muertos al estilo de los tocados. De acuerdo a las creencias de la época, los hilos para estas telas tenían que ser hilados en forma de una S en sentido izquierdo. Este hilo que tenía un carácter mágico fue llamado lloque y de acuerdo a la leyenda, las prendas eran impregnadas de poderes sobrenaturales y servían de protección en el más allá.
Igualmente, sobre la base de un armazón vegetal, manufacturaron muñecas y otros objetos recubiertos por retazos de tejidos y diversos hilos.
Respecto al arte realizado con plumas, el desarrollo del color es mucho más avanzado que en los ceramios. Las combinaciones e impresiones que causan sus colores en la manufactura de mantos son notables. Las plumas eran insertadas en un hilo principal que luego era cosido sobre la tela.

La iconografía de sus mantos representaba mayoritariamente peces, felinos, pájaros, monos y perros, especialmente perro sin pelo del Perú.

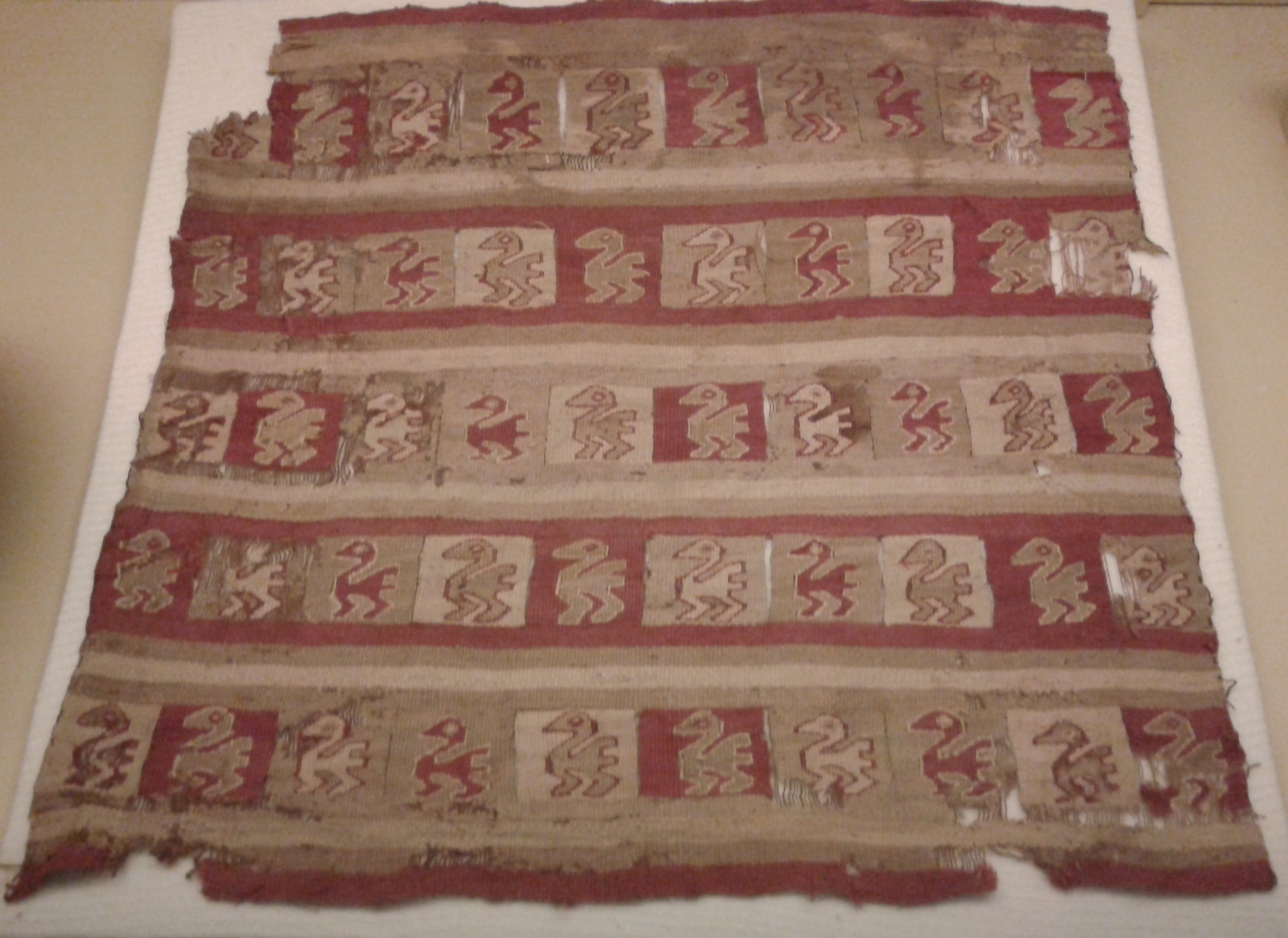
Fragmento de tela con representación de aves
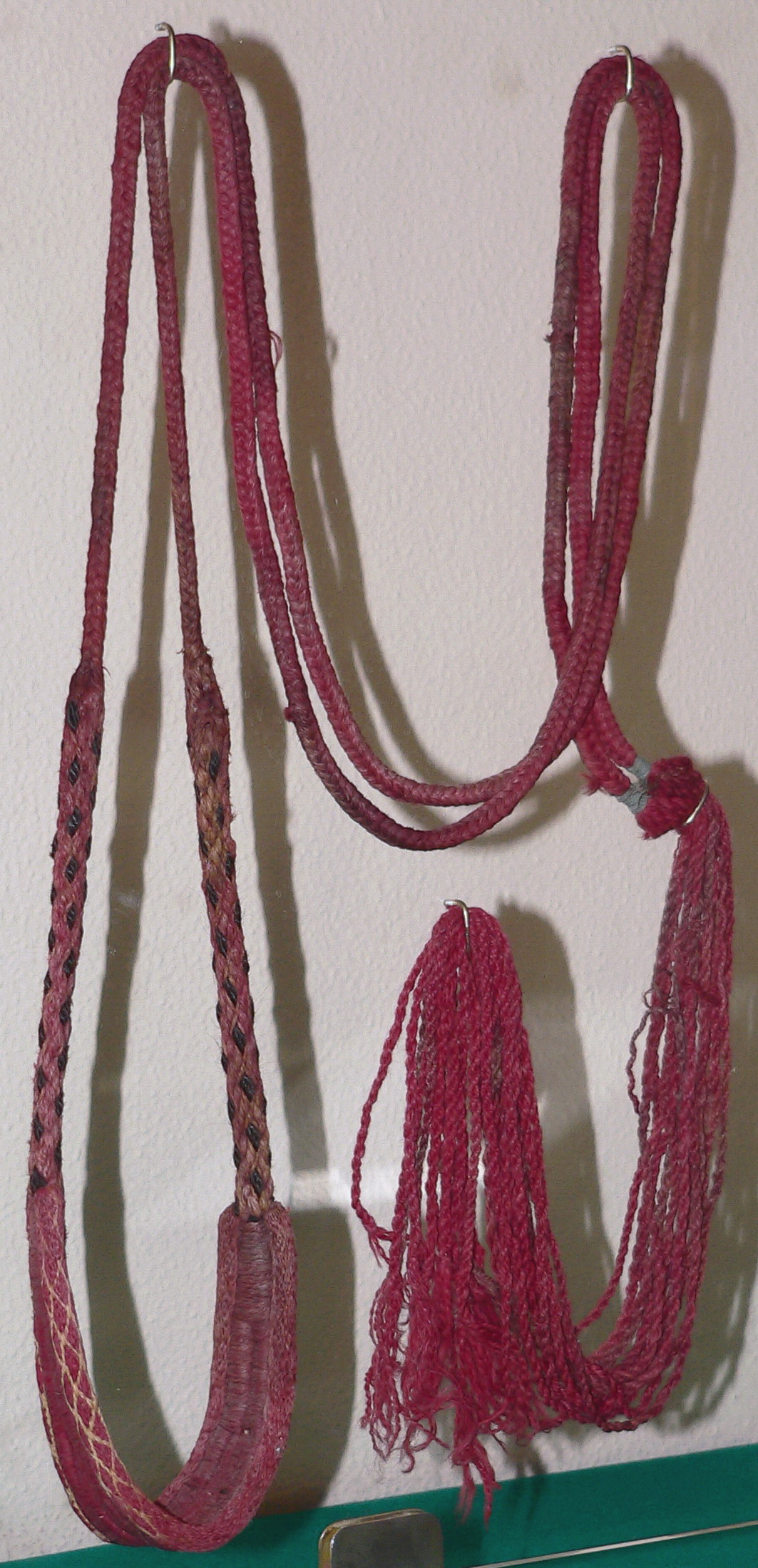
Honda de hilos de lana
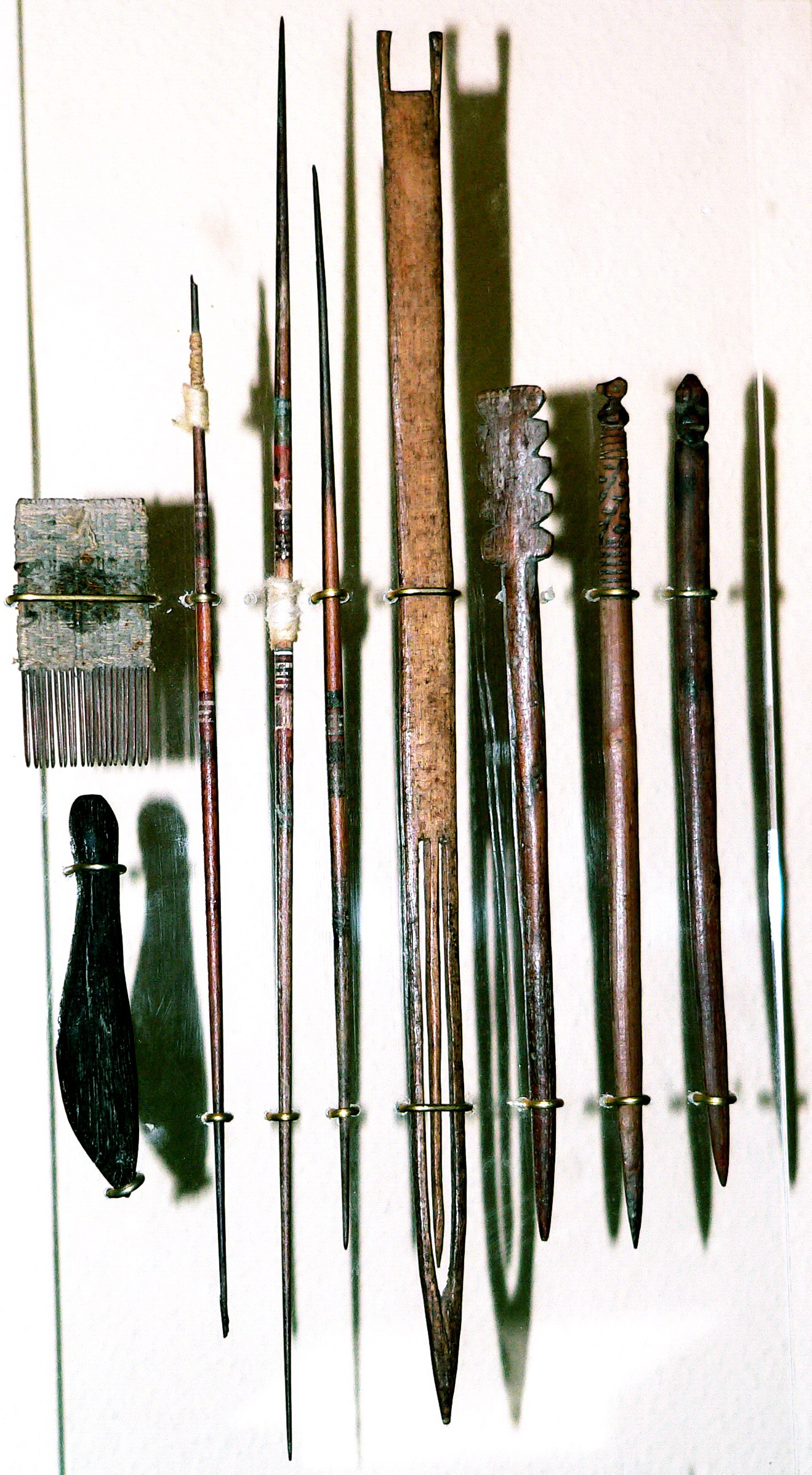
Utensilios de costura
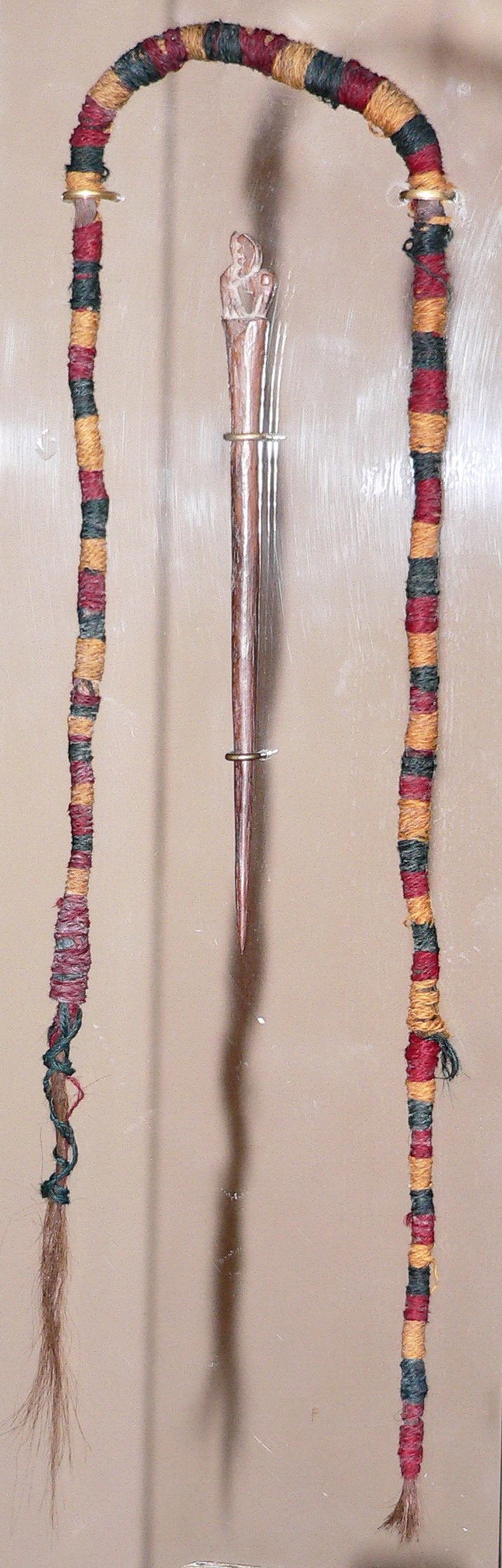
Trenza de pelos forrada en textil
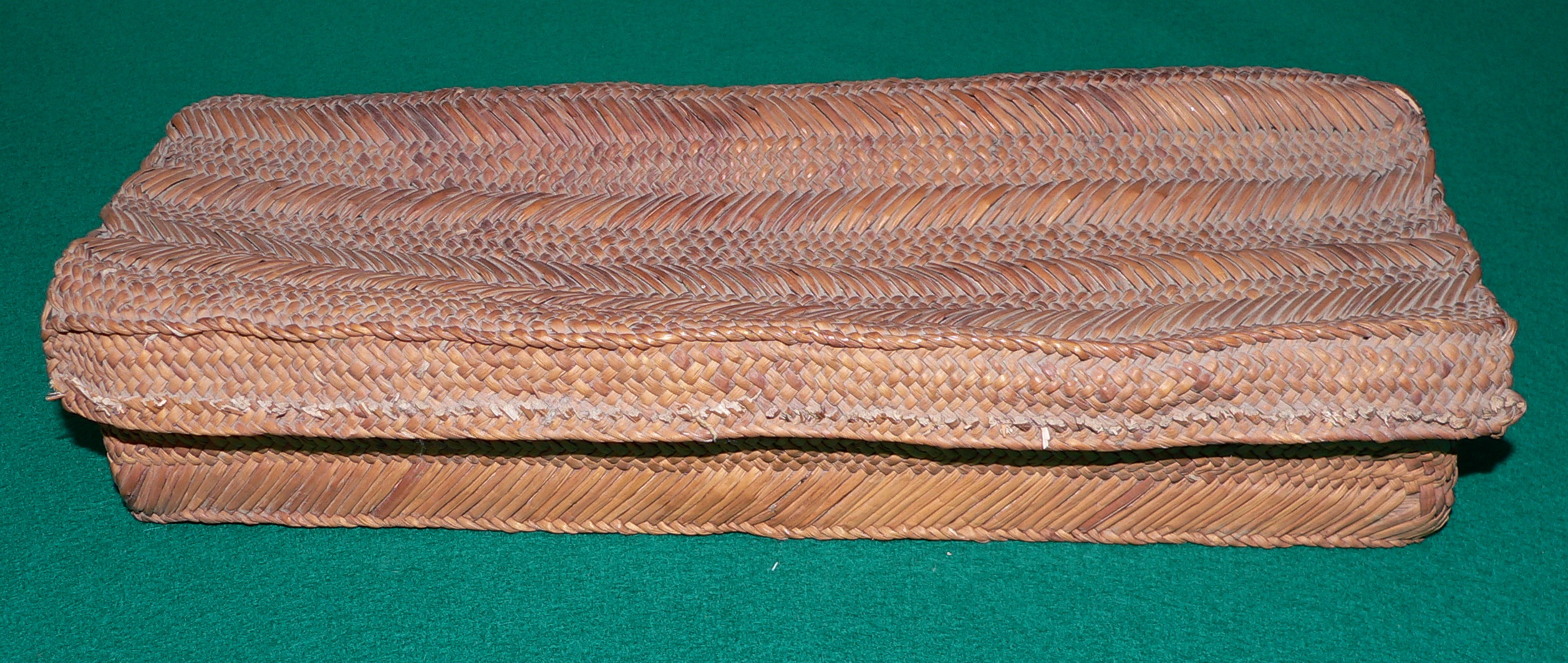
Costurero de paja

## Cerámica
El desarrollo de la cerámica y de los tallados de madera también fueron parte de la singular mano de obra de esta cultura. Esta cerámica se ha hallado principalmente en los cementerios de Ancón y en el valle de Chancay.
La producción de cerámica fue a gran escala debido a la utilización de moldes.
No obstante la masiva producción de cerámicos, los artesanos produjeron vasijas abiertas en las que se pueden observar más de 400 formas diferentes de dibujos que aún faltan descifrar.
Su estilo es de una superficie áspera y está pintada en color negro o marrón sobre un fondo crema o blanco y debido a esta particularidad es conocida como negro sobre blanco.
De esta cerámica, se destacan principalmente los cántaros de forma ovoide con rostros humanos. Y otros  relieves con las extremidades del cuerpo humano y también los ídolos de tamaño reducido, llamados cuchimilcos, de forma antropomorfa representando a figuras humanas con una destacada mandíbula, con los ojos pintados en negro.
Estas figuras cuchimilcas, extienden sus brazos como alas listas para volar o invitando un abrazo, como diciendo, "Bienvenido, estamos aquí" alejando así las malas energías, es por eso que han sido hallados en su mayoría en las tumbas de la nobleza chancay.
A pesar de ser un rasgo característico de la cultura chancay, los cuchimilcos también aparecen en las culturas lima y chincha.
Los cuchimilcos casi siempre vienen en pareja (hombre/mujer) representando la dualidad divina, en la cual creían las culturas precolombinas.

Las llamadas muñecas de trapo no eran juguetes (pese a su aspecto de estar destinados a juegos infantiles) sino objetos de valor mágico-religioso y eran trabajadas a veces formando escenas de la vida del difunto o de personas allegadas y queridas, que de este modo los acompañaban en la otra vida.

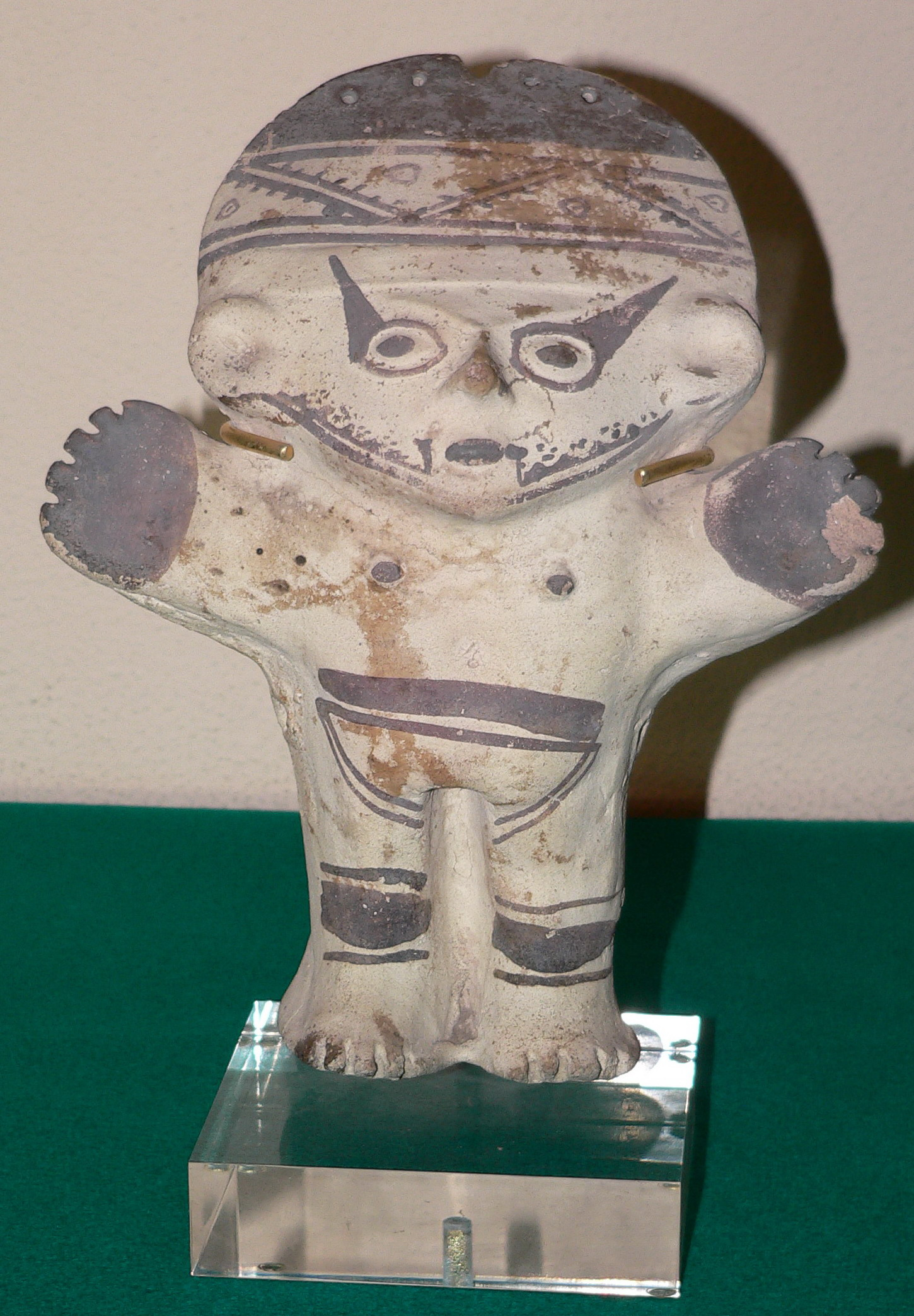
Ídolo de barro macizo, llamado cuchimilco
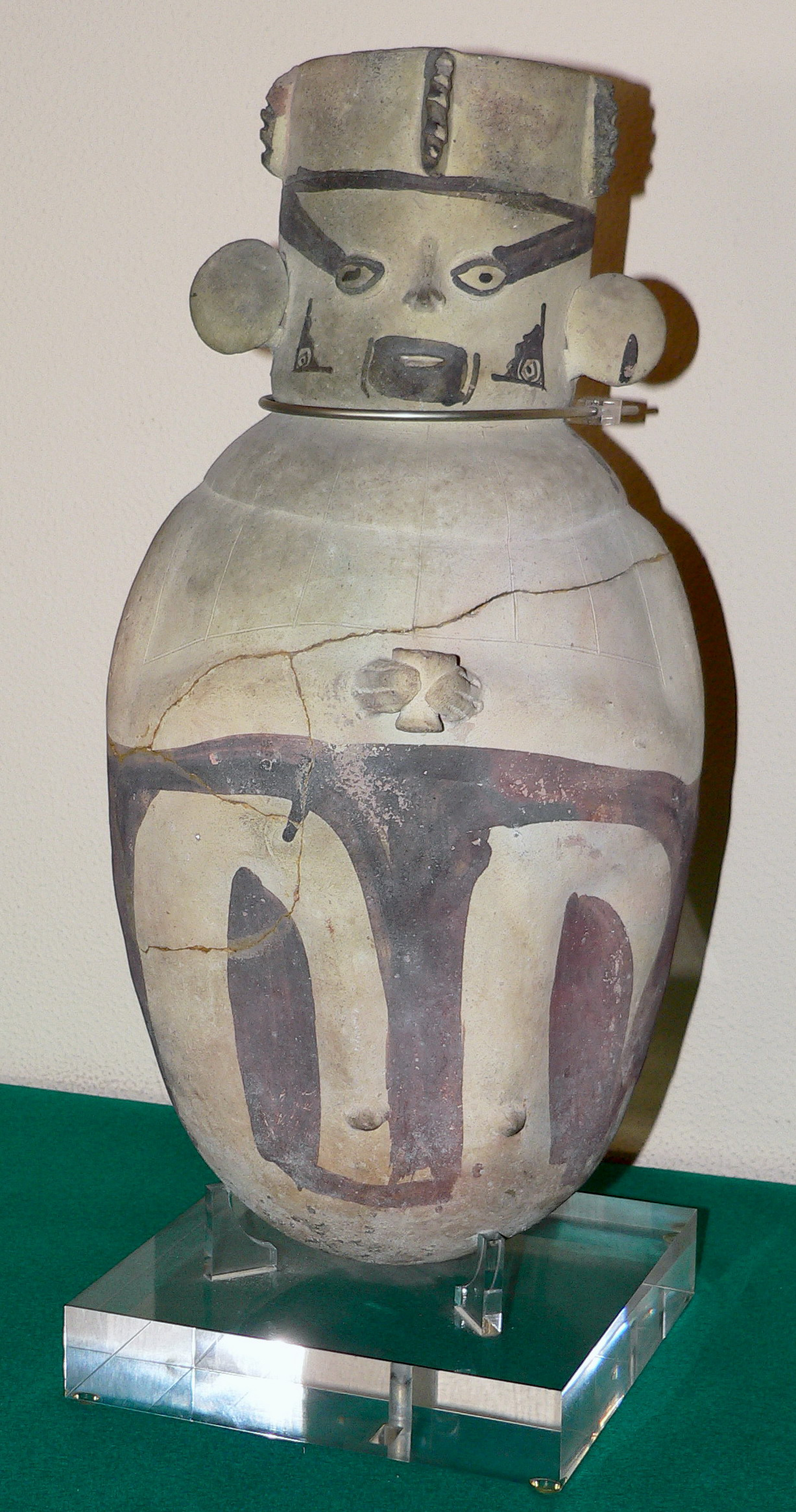
Cántaro típico
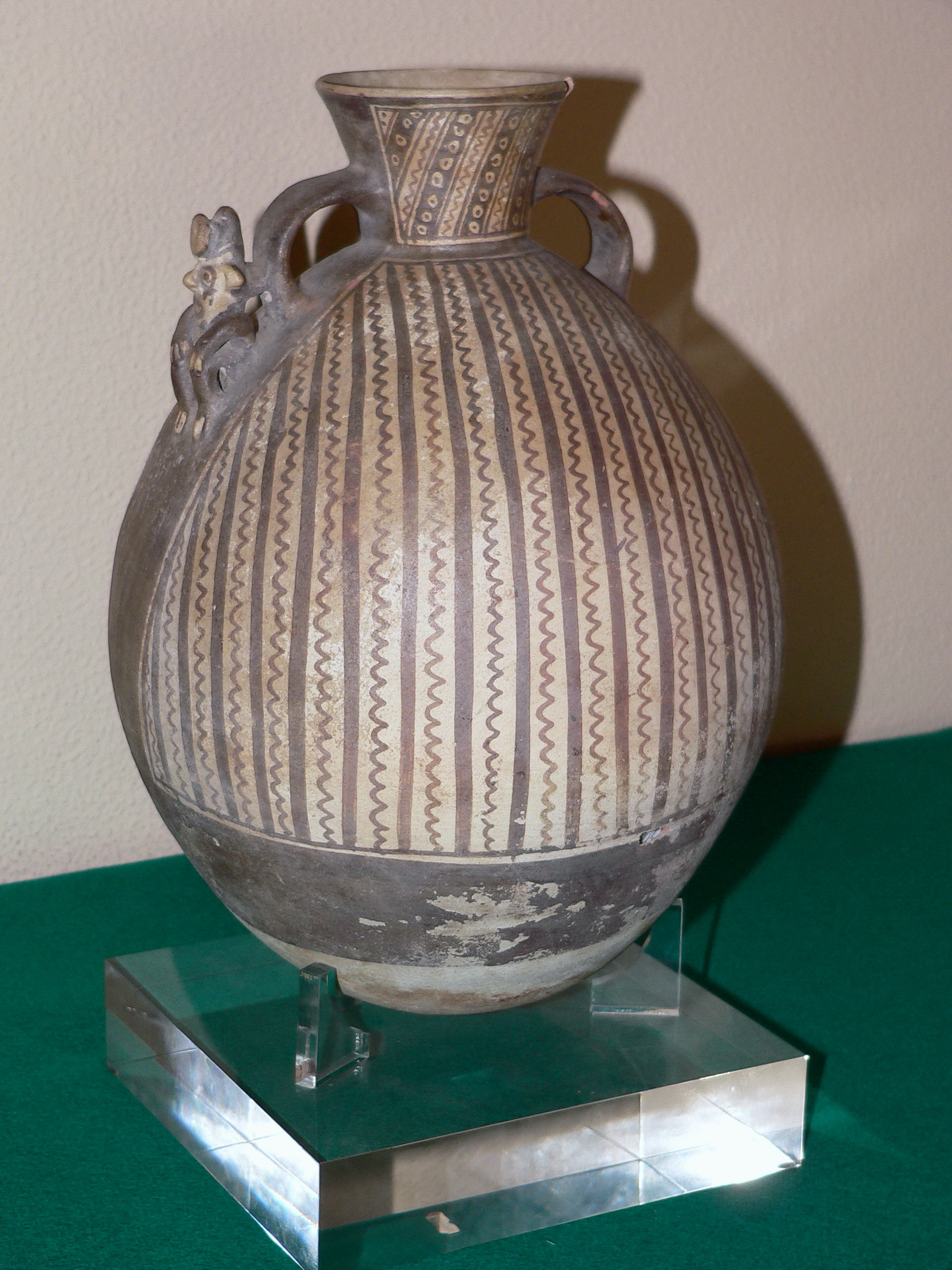
Vasija

## Tallas de madera

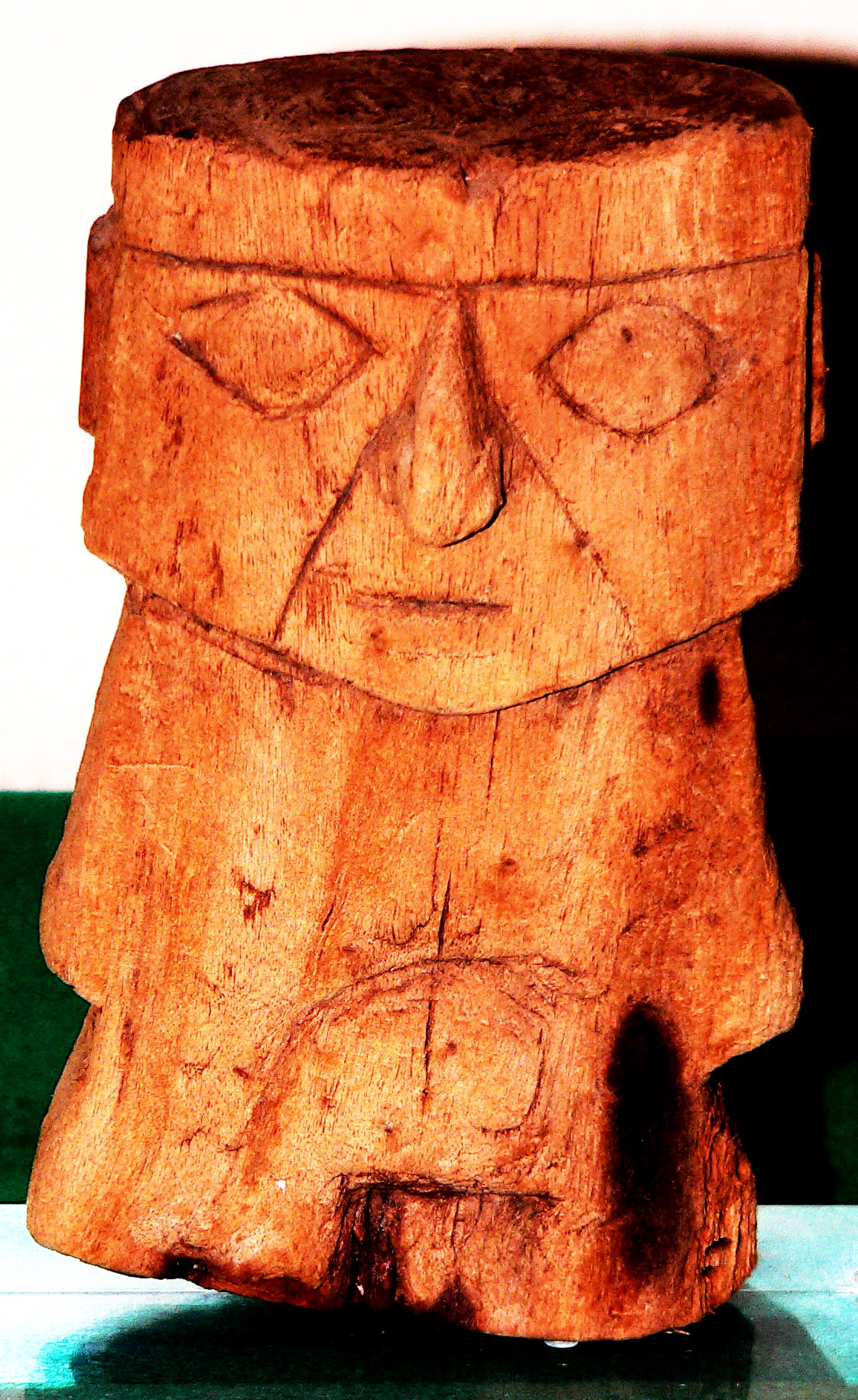
Ídolo de madera

Al igual que su alfarería, las esculturas en madera de este pueblo de agricultores y pescadores se caracterizan por la sencillez, sobriedad y naturalismo de las formas, oponiéndose a la sofisticación de su artesanía textil. Con las maderas del desierto costero, los chancay tallaron grandes y pequeños objetos, finamente grabados con motivos que reflejan el medio marítimo, tales como aves marinas y embarcaciones.
Fabricaron también herramientas para el trabajo textil, las labores agrícolas y las faenas de pesca, así como una variedad de objetos para el culto y las distinciones de estatus social.
En Chancay son comunes las cabezas humanas talladas en madera que coronan los fardos funerarios de importantes dignatarios, con las cuales aparentemente destacaban la condición de deidad o antepasado mítico que estos personajes adquirían después de muertos. Las imágenes humanas en madera también pueden ser indicadoras de poder político, especialmente cuando aparecen talladas en varas o bastones de mando.

## Arquitectura y organización social
En el aspecto arquitectónico, esta civilización se destacó por crear centros urbanos de grandes dimensiones con montículos en forma de pirámide y complejos edificios. Fue organizada por diferentes tipos de asentamientos o ayllus y controlados por curacas o dirigentes y destacaron los centros urbanos con las típicas construcciones para dedicaciones cívico religiosas comprendiendo también los palacios residenciales.
Su cultura fue marcada por la estratificación social, lo que se notaba también en los pequeños poblados.
Las construcciones fueron sobre todo de adobe fabricado en serie sobre la base de moldes y a veces, las más importantes, estuvieron mezcladas o combinadas con piedras. Sus habitantes estaban asentados por oficio de tal manera de poder masificar la producción de bienes.
El acceso a las pirámides fue a través de rampas, es decir, de arriba hacia abajo. Igualmente fueron de notoriedad sus grandes obras de ingeniería hidráulica tales como reservorios y canales de riego.

## Entierros
Los cementerios de la civilización chancay fueron grandes.
Había dos tipos de entierro en la cultura chancay, uno especial para la clase alta o para los grandes señores, con cámaras de forma rectangular o cuadrangular, hechos de material de adobe cubiertos con techos y paredes de caña a pocos metros bajo tierra, en fardos funerarios conteniendo cerámica, tejidos y artículos en oro y plata. Se accedía por escaleras.
Para el común de los pobladores, sus entierros se realizaban casi en la superficie, cubiertos por fardos funerarios con esteras y acompañado solamente con pocas ofrendas.